# Fuente de Santa Cruz
Fuente de Santa Cruz er en by og kommune i det centrale Spanien i provinsen Segovia. Den har et indbyggertal på 99 (2024) indbyggere.